# カウナス

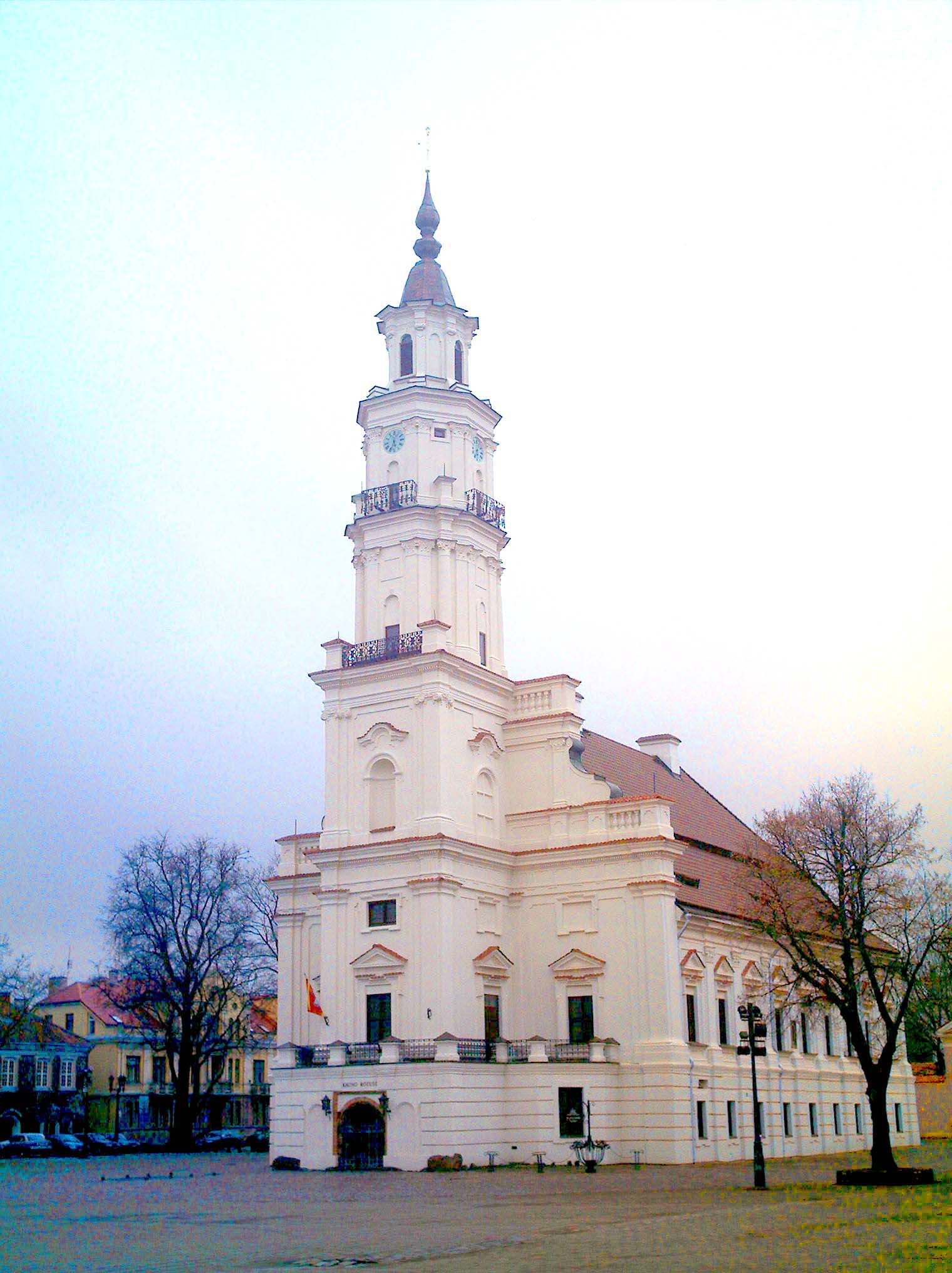
カウナス旧市庁舎

カウナス（リトアニア語:  Kaunas, ラトビア語: Kauņa, ポーランド語: Kowno, ドイツ語: Kauen,ロシア語: Каунас / Ковно）は、リトアニア第2の都市で、ソビエト連邦併合以前のリトアニアの首都（臨時）。人口は約355,550人（2008年）。リトアニアのほぼ中央に位置し、ネムナス川とニャリス川の合流点にある市の中心部は歴史的な町並で有名。ワルシャワからリガ・タリンを通ってヘルシンキに到る高速道路「Via Baltica」の沿線にある。

## 歴史
カウナスの歴史は少なくとも10世紀まで遡ることができ、現存する文書で最初に登場するのは1361年のことであった。13世紀にはドイツ騎士団の攻撃から街を守るために城壁が造られたという。1408年、マクデブルク法による特許を得て以後、重要な川港を擁する交易の中心地として発展を始める。1441年、ハンザ同盟の都市となり、同盟の商業事務所が置かれた。16世紀、リトアニア大公国のもとで街は大きく発展した。17世紀から18世紀に掛けて、ロシア、スウェーデン、ナポレオン軍などの侵攻を受け、また疫病の流行などもあって街は荒廃した。
1862年、ロシアとドイツを結ぶ鉄道が開通すると、カウナスは重要な中継地点となり、1892年には最初の発電所が稼働を始めた。1919年、それまで首都であったヴィリニュスがロシアに占領されると、リトアニア政府はこの街へと移転した。そして翌1920年、ヴィリニュスがポーランドに併合されると、カウナスは臨時に首都となった（ただし、憲法上はあくまでヴィリニュスが首都とされた）。
それから第二次世界大戦までの間、カウナスはリトアニア最大の都市として、工業的にも発展した。大戦が始まるとリトアニアを含むバルト三国は、ポーランド東部とともにソ連に占領されたが、間もなくドイツ軍が侵攻し街は破壊された。戦後はソ連の一部となり、再び工業が盛んになった。リトアニアの工業生産の4分の1を担うまでになり、1966年にはトロリーバスが開通した。
1991年、ソ連の崩壊に先立ってリトアニアが独立すると、カウナスもその一部となり現在に至っている。

### 人口の変遷
- 1723年　28,000人
- 1796年　8,500人
- 1813年　3,000人
- 1825年　5,000人
- 1840年　8,500人
- 1860年　23,300人
- 1897年　71,000人
- 1923年　92,000人
- 1940年　154,000人
- 1959年　214,000人
- 1966年　275,000人
- 1989年　418,087人
- 2001年　378,943人
- 2004年　366,652人
- 2005年　361,274人

### 民族の割合
現在、市民の多くはリトアニア人である。ただし、かつて19世紀において、リトアニア人の割合はわずか6.6 %にすぎなかった。
各年度における民族の割合は以下の通り。ただし、多くのリトアニア人は「ポーランド人」として扱われている点に注意が必要である。
2001年：
1. リトアニア人　92.9%
2. ロシア人　　　4.4%
3. ウクライナ人　0.5%
4. ポーランド人　0.4%
5. その他　　　　1.8%

1939年：
1. リトアニア人　60%
2. ユダヤ人　　　25%
3. ポーランド人　10%
4. その他　　　　5%

1919年：
1. ポーランド人　42%
2. ユダヤ人　　　31%
3. リトアニア人　16%
4. ロシア人　　　1.5%
5. その他　　　　1%

## ユダヤ人脱出拠点としてのカウナス

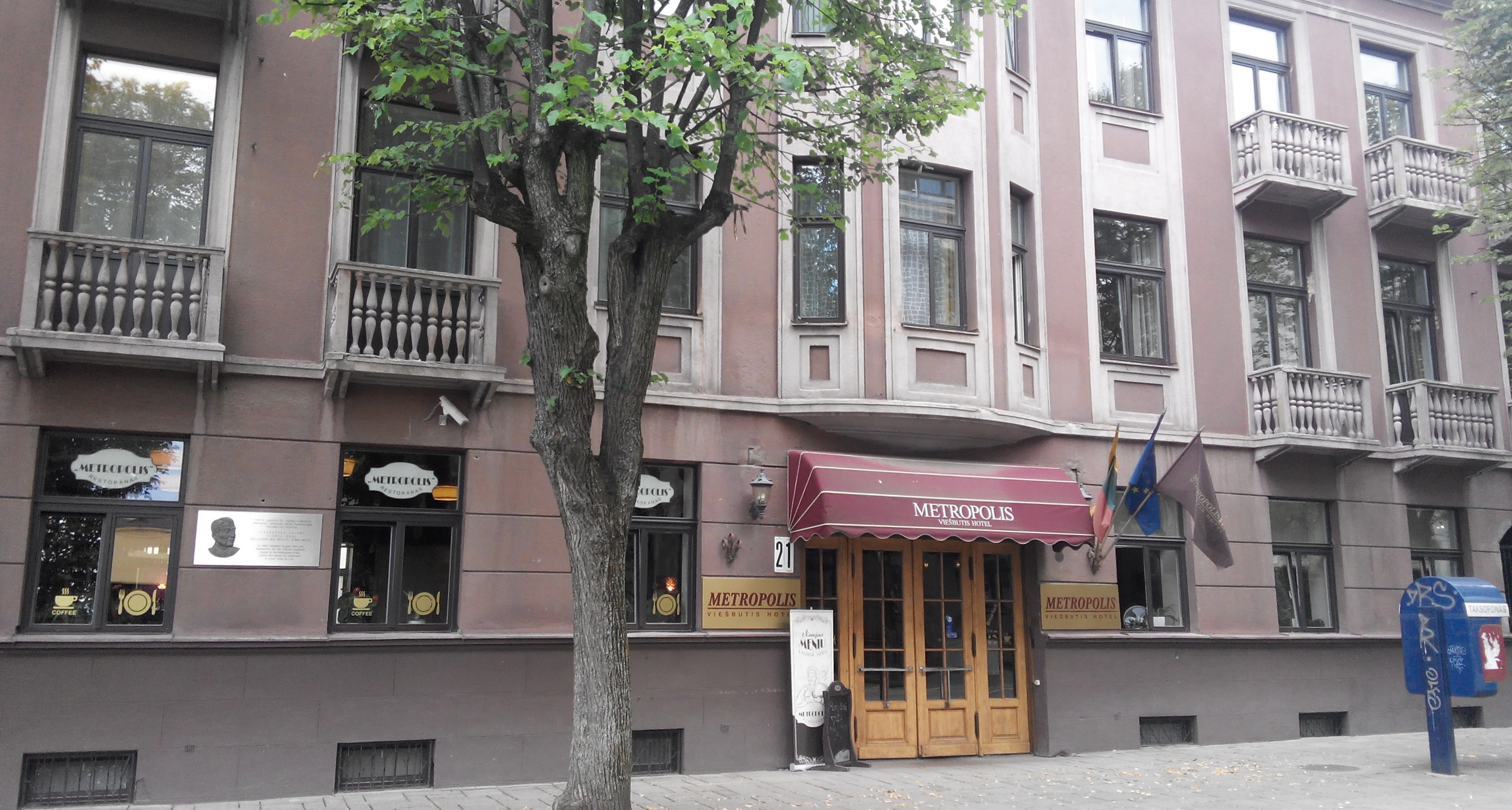
日本の領事館が閉鎖されてからカウナスを離れるまでの間、杉原千畝領事代理が滞在していたメトロポリスホテル。現在もカウナス市内に現存する。（2017年）

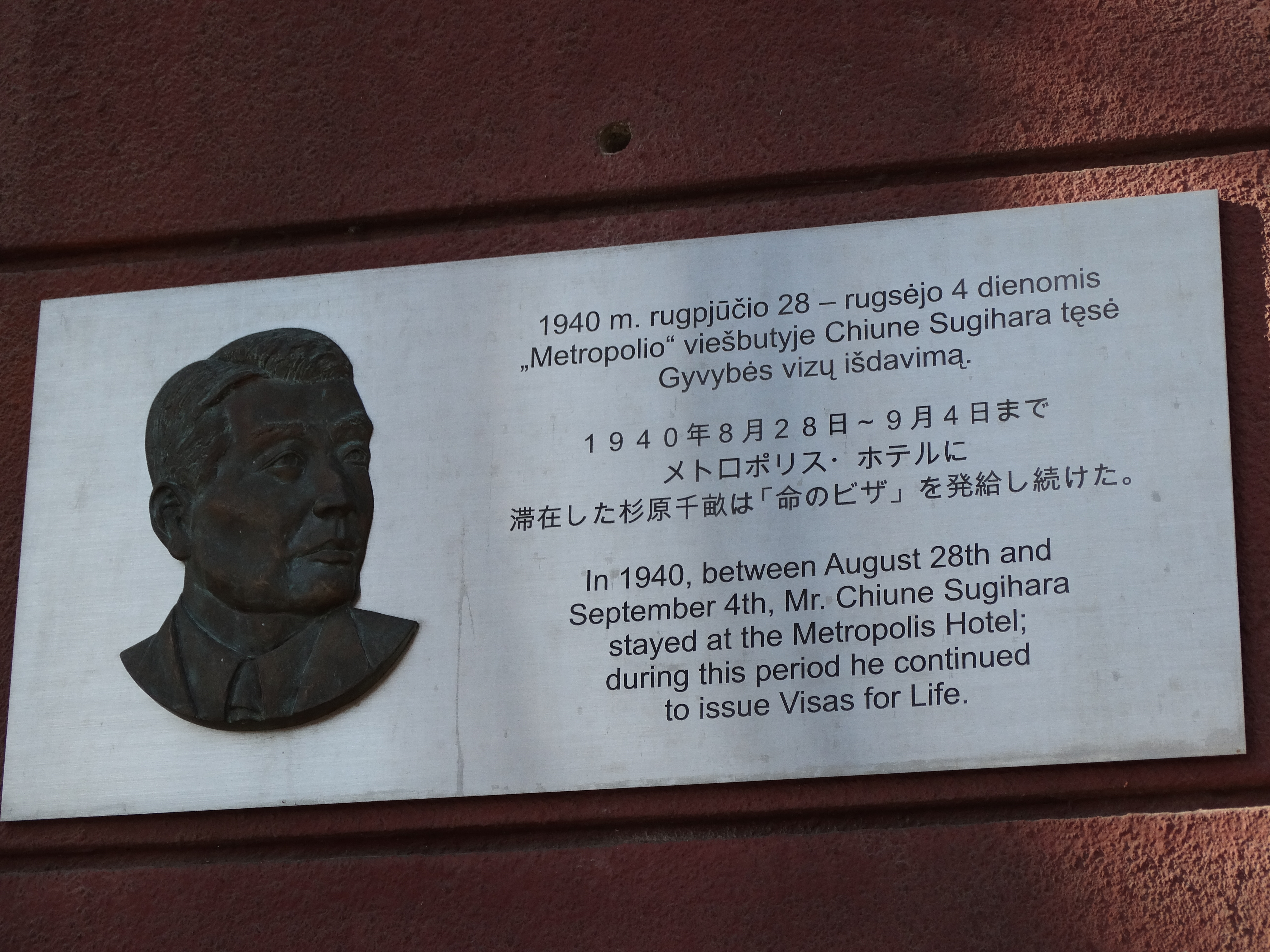
メトロポリスホテルの外壁にあるプレート。1940年の夏に当地で杉原領事代理がユダヤ人に査証を発給した功績を、リトアニア語・日本語・英語の3言語で讃えている。（2017年）

ドイツ軍侵攻に伴い、隣国ポーランドから迫害を逃れて流入してきた大量のユダヤ人に対し、当時在カウナス日本領事館に領事代理として赴任していた杉原千畝は、盟邦ドイツへの配慮から査証発給を避けるよう訓令を発していた本国外務省の意向に反し、ユダヤ人に対して日本通過を可能とした査証及び渡航証明書を発給して欧州からの脱出を支援した。この件では、最終的に数千人分にものぼる査証・渡航証明書が発給されたといわれる。
旧日本領事館は現在資料館になっており、ヴィリニュスに杉原通りもある。
2015年9月、杉原を顕彰する記念プレートが、75周年の節目に合わせてカウナス駅とメトロポリスホテルに設置された。

## 世界遺産
カウナスは第一次世界大戦と第二次世界大戦の戦間期にリトアニアの臨時首都となり、地方の町から現代都市への変容の過程において急速な都市化が発生したため、都市のレイアウトおよび市内の建物にはモダニズムの面影が見られる。2023年に国際連合教育科学文化機関 (UNESCO) の世界遺産リストに登録された。

### 登録基準
この世界遺産は世界遺産登録基準のうち、以下の条件を満たし、登録された（以下の基準は世界遺産センター公表の登録基準からの翻訳、引用である）。
- (4) 人類の歴史上重要な時代を例証する建築様式、建築物群、技術の集積または景観の優れた例。

## 姉妹都市
- 廈門（ 中国）
- ヴロツワフ（ ポーランド）
- エミリア＝ロマーニャ州（ イタリア）
- オーデンセ（ デンマーク）
- カリーニングラード（ ロシア）
- グルノーブル（ フランス）
- タルトゥ（ エストニア）
- タンペレ（ フィンランド）
- ハリコフ（ ウクライナ）
- フェラーラ（ イタリア）
- ブルノ（ チェコ）
- ベクショー（ スウェーデン）
- リンシェーピング（ スウェーデン）
- リンツ（ オーストリア）
- ロサンゼルス（ アメリカ合衆国）
- 八百津町（ 日本）
- 平塚市（ 日本）

## 主な出身者
- ジョージ・マチューナス：フルクサスの創始者
- ベン・シャーン：画家
- ヴラド・ペルルミュテール：ピアニスト
- エマ・ゴールドマン：アナキスト、フェミニスト
- ヘルマン・ミンコフスキー（近郊の出身）：数学者
- アルヴィーダス・サボニス：元プロバスケットボール選手
- シャルーナス・ヤシケヴィチュス：元プロバスケットボール選手
- ジードルーナス・イルガウスカス：元プロバスケットボール選手
- ヴァルダス・アダムクス：政治家
- レミギウス・モリカビュチス：格闘家
- スタシース・ロゾライティス：外交官、政治家
- エマニュエル・レヴィナス：思想家・哲学者
- ウラディスラフ・コマル：陸上競技選手
- ポヴィラス・ヴァナガス：フィギュアスケート選手